# Macrothemis aurimaculata
Macrothemis aurimaculata is een libellensoort uit de familie van de korenbouten (Libellulidae), onderorde echte libellen (Anisoptera).
De soort staat op de Rode Lijst van de IUCN als onzeker, beoordelingsjaar 2007.
De wetenschappelijke naam Macrothemis aurimaculata is voor het eerst geldig gepubliceerd in 1984 door Donnelly.